# Brabham BT49
El Brabham BT49, BT49B, BT49C o BT49D fue un monoplaza de Fórmula 1 diseñado por Gordon Murray para el equipo Brabham. El BT49 compitió desde 1979 a 1982 y fue utilizado por Nelson Piquet para ganar su primer Campeonato Mundial en 1981.
El coche fue diseñado inicialmente en 1979 como un reemplazo de corto aviso para el BT48 con motor Alfa Romeo, después de que el dueño del equipo de Brabham, Bernie Ecclestone, decidiera finalizar su relación con el fabricante italiano de motores. El BT49 se creó en solo seis semanas utilizando elementos del chasis BT48 junto con el ampliamente utilizado motor Cosworth DFV. Es un monoplaza con una cabina abierta y ruedas expuestas. El chasis monocasco está hecho de materiales compuestos de aleación de aluminio y fibra de carbono, fue equipado con suspensión hidroneumática y frenos refrigerados por agua en diferentes momentos de su vida.
El BT49 se actualizó durante cuatro temporadas y obtuvo un total de siete victorias, siete poles, 135 puntos y un campeonato de pilotos con Nelson Piquet. Diecisiete fueron finalmente construidos, la mayoría de los cuales sobreviven hoy.

## Historia
La carrera de carreras del BT49 tuvo un comienzo inestable cuando el piloto principal del equipo, Niki Lauda, abandonó abruptamente el deporte después de 10 vueltas de la primera sesión de práctica en la penúltima carrera de la temporada 1979, el Gran Premio de Canadá. El coche pronto se mostró prometedor: Nelson Piquet terminó tercero en la carrera en el Circuito Île Notre-Dame antes de retirarse con una caja de cambios rota. El reemplazo del austriaco, el novato Ricardo Zunino, fue el séptimo de los nueve que completaron la carrera. En el final de la temporada en condiciones húmedas en Watkins Glen International, el argentino se separó, aunque Piquet marcó la vuelta más rápida antes de que fallara la transmisión.
A principios de la temporada 1980, el monoplaza de Piquet obtuvo puntos en el Gran Premio de Argentina y Sudáfrica, detrás del Williams FW07 de Alan Jones y el Renault RE20 turbo de René Arnoux. En la cuarta carrera de la temporada, el Gran Premio del oeste de los Estados Unidos, el brasileño se clasificó en la pole por más de un segundo en un BT49 con algunas actualizaciones para los sidepods, carrocería y suspensión, antes de liderar la carrera, celebrada en las calles de Long Beach, California, de principio a fin. El BT49 en las manos de Piquet anotó en siete de las diez rondas restantes del campeonato. Hacia el final de la temporada, la suspensión fue reelaborada para el Gran Premio de los Países Bajos en el Circuito de Zandvoort, alargando la distancia entre ejes en tres pulgadas y permitiendo que el coche corra en una configuración de arrastre inferior. Piquet ganó después de que el australiano destruyó las faldas de su FW07 en los bordillos. El brasileño también ganó la próxima carrera, el Gran Premio de Italia, para obtener una ventaja de un punto. Al final de la temporada, el BT49 era "posiblemente el monoplaza con motor Cosworth más rápido", pero Piquet perdió el título ante Jones en la penúltima carrera del año, el Gran Premio de Canadá, cuando un motor de desarrollo falló mientras estaba liderando la carrera. Los BT49 impulsados por los segundos pilotos del equipo, Zunino y Héctor Rebaque, de mediados de la temporada, se retiraron o terminaron fuera de los puntos, con la excepción del sexto puesto del mexicano en la carrera canadiense. El equipo terminó tercero en el Campeonato de Constructores detrás de Williams y Ligier, incapaz de competir con solo un coche anotando puntos.
.

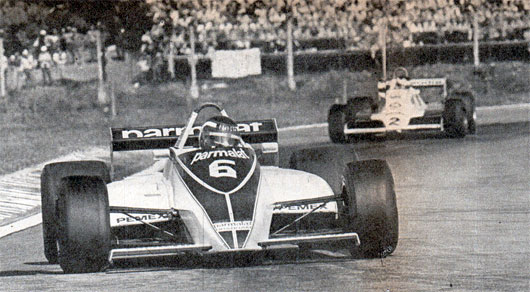
Rebaque en el BT49C durante el GP de Argentina de 1981, Carlos Reutemann, detrás

El desacuerdo entre los equipos y los administradores del deporte sobre las regulaciones técnicas para la temporada 1981 contribuyó al retiro temporal de Goodyear de la Fórmula 1 y significó que el Gran Premio de Sudáfrica fue dirigido por los equipos hasta las regulaciones de 1980 con coches con faldas corredizas. Piquet terminó segundo en BT49B, pero la carrera no contó para el campeonato. La temporada propiamente dicha se abrió con el Gran Premio del oeste de los Estados Unidos, en el que se presentó el BT49C. Para sorpresa del equipo, fue el único monoplaza que explotó el vacío "obvio" en la nueva regulación de distancia al suelo al bajarse, pero los BT49C corrieron con la suspensión convencional después de que el sistema hidroneumático se atascó repetidamente. El equipo revisó el sistema de forma continua durante las siguientes tres carreras y lo utilizó para establecer la pole position en los Gran Premio de Brasil y Argentina y ganar esa carrera y San Marino sin dejar de sufrir el sistema que no sube ni baja correctamente.
Frank Williams encabezó una protesta frustrada contra el auto en el Gran Premio de Argentina, objetando la flexibilidad de las faldas fijas utilizadas para sellar la parte inferior del coche, lo que les permitió replicar el efecto de una falda deslizante. En la siguiente carrera, los escrutadores rechazaron las faldas flexibles. Brabham los reemplazó con material más rígido de uno de los otros equipos para la carrera, que ganó Piquet. A medida que avanzaba la temporada, otros equipos desarrollaron sus propios sistemas de descenso: un muelle delantero y un cilindro fueron robados del garaje Brabham en Argentina, pero después de una aclaración de la regla de FISA, muchos pilotos bajaron al presionar un interruptor, un desarrollo que Gordon Murray encontró frustrante a la luz de los esfuerzos del equipo para desarrollar un sistema que considera legal. Los monoplazas corrieron con neumáticos Goodyear nuevamente desde la sexta ronda del campeonato; el autor del automovilismo, Doug Nye, cree que esto le costó los buenos resultados del BT49 en varias carreras, mientras que la compañía estadounidense se adaptó a los últimos desarrollos de Fórmula 1. A pesar de la suspensión prácticamente sólida que ahora se requiere para mantener una altura de conducción consistente, que pone a los componentes bajo mayor presión, el brasileño construyó un desafío de campeonato con una confiabilidad consistente: al final de la temporada, sus BT49C habían terminado 10 de 15 razas, con solo una falla mecánica. Piquet terminó quinto en la última carrera de la temporada, el Gran Premio de Las Vegas, para llevarse el título de Carlos Reutemann en un Williams FW07 por un punto.

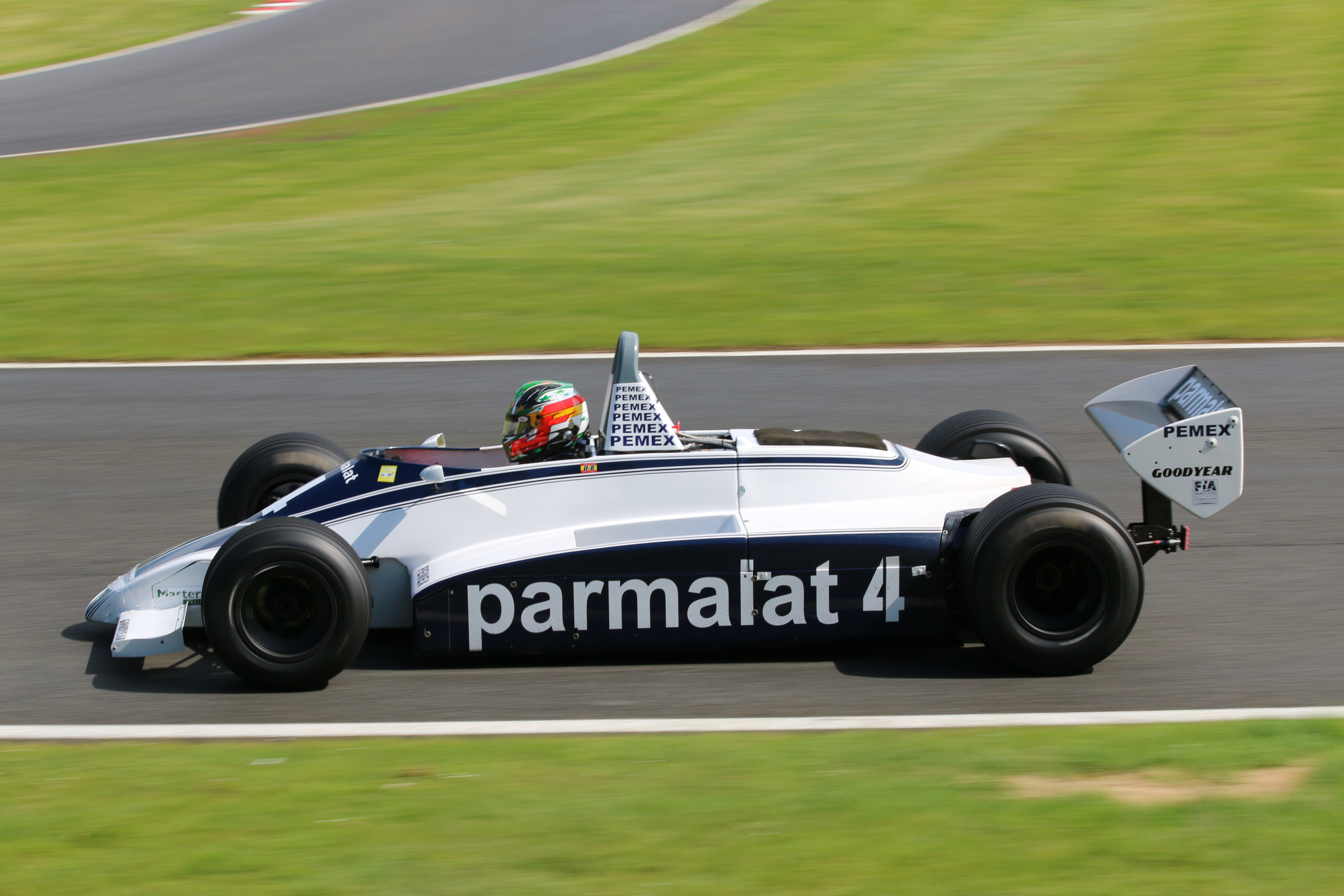
Brabham BT49 en una exhibición en 2017.

Brabham había estado trabajando con el fabricante de motores alemán BMW desde 1980 en el desarrollo de un motor turbo. El BT50 con motor BMW hizo su debut al comienzo de la temporada 1982, aprovechando el Circuito de Kyalami de gran altitud en Sudáfrica, que favoreció a los turbocargados. Sin embargo, los coches propulsados por el motor alemán hasta ahora poco confiables se retiraron para las próximas dos carreras. Piquet terminó primero en el Gran Premio de Brasil en un BT49D, pero fue descalificado después de una protesta de Renault y Ferrari sobre la base de que el coche había subido de peso debido a sus frenos refrigerados por agua. La FISA dictaminó que en el futuro todos los monoplazas deben pesarse antes de que los refrigerantes se repongan, lo que resulta en un boicot de la cuarta carrera de la temporada por parte de la mayoría de los equipos con motor DFV, incluido Brabham. Bajo la amenaza de BMW, Brabham no volvió a utilizar sus BT49 propulsados por Ford hasta la sexta carrera de la temporada, el Gran Premio de Mónaco, donde se inscribió uno para Riccardo Patrese junto con el brasileño en BT50. El italiano ganó la carrera después de una vuelta final caótica en la que otros monoplazas se detuvieron. Patrese usó el BT49 para las siguientes dos carreras, ocupando un segundo lugar detrás del coche con motor BMW de Piquet en la última carrera de Fórmula 1 de BT49, el Gran Premio de Canadá.

## Resultados

### Fórmula 1
(Clave) (negrita indica pole position) (cursiva indica vuelta rápida)

| Año     | Chasis      | Motor                | Neu. | N.º | Pilotos          | 1   | 2   | 3   | 4   | 5   | 6   | 7   | 8   | 9   | 10  | 11  | 12  | 13  | 14  | 15  | 16  | Puntos | Pos. |
| ------- | ----------- | -------------------- | ---- | --- | ---------------- | --- | --- | --- | --- | --- | --- | --- | --- | --- | --- | --- | --- | --- | --- | --- | --- | ------ | ---- |
| 1979    | BT49        | Ford Cosworth DFV V8 | G    |     |                  | ARG | BRA | RSA | USW | ESP | BEL | MON | FRA | GBR | GER | AUT | NED | ITA | CAN | USA |     | 0      | NC   |
| 1979    | BT49        | Ford Cosworth DFV V8 | G    | 5   | Niki Lauda       |     |     |     |     |     |     |     |     |     |     |     |     |     | DNP |     |     | 0      | NC   |
| 1979    | BT49        | Ford Cosworth DFV V8 | G    | 5   | Ricardo Zunino   |     |     |     |     |     |     |     |     |     |     |     |     |     | 7   | Ret |     | 0      | NC   |
| 1979    | BT49        | Ford Cosworth DFV V8 | G    | 6   | Nelson Piquet    |     |     |     |     |     |     |     |     |     |     |     |     |     | Ret | Ret |     | 0      | NC   |
| 1980    | BT49        | Ford Cosworth DFV V8 | G    |     |                  | ARG | BRA | RSA | USW | BEL | MON | FRA | GBR | GER | AUT | NED | ITA | CAN | USA |     |     | 55     | 3.º  |
| 1980    | BT49        | Ford Cosworth DFV V8 | G    | 5   | Nelson Piquet    | 2   | Ret | 4   | 1   | Ret | 3   | 4   | 2   | 4   | 5   | 1   | 1   | Ret | Ret |     |     | 55     | 3.º  |
| 1980    | BT49        | Ford Cosworth DFV V8 | G    | 6   | Ricardo Zunino   | 7   | 8   | 10  | Ret | Ret | DNQ | Ret |     |     |     |     |     |     |     |     |     | 55     | 3.º  |
| 1980    | BT49        | Ford Cosworth DFV V8 | G    | 6   | Héctor Rebaque   |     |     |     |     |     |     |     | 7   | Ret | 10  | Ret | Ret | 6   | Ret |     |     | 55     | 3.º  |
| 1981    | BT49C       | Ford Cosworth DFV V8 | G M  |     |                  | USW | BRA | ARG | SMR | BEL | MON | ESP | FRA | GBR | GER | AUT | NED | ITA | CAN | LVG |     | 61     | 2.º  |
| 1981    | BT49C       | Ford Cosworth DFV V8 | G M  | 5   | Nelson Piquet    | 3   | 12  | 1   | 1   | Ret | Ret | Ret | 3   | Ret | 1   | 3   | 2   | 6   | 5   | 5   |     | 61     | 2.º  |
| 1981    | BT49C       | Ford Cosworth DFV V8 | G M  | 6   | Héctor Rebaque   | Ret | Ret | Ret | 4   | Ret | DNQ | Ret | 9   | 5   | 4   | Ret | 4   | Ret | Ret | Ret |     | 61     | 2.º  |
| 1982    | BT49C BT49D | Ford Cosworth DFV V8 | G    |     |                  | RSA | BRA | USW | SMR | BEL | MON | USE | CAN | NED | GBR | FRA | GER | AUT | SUI | ITA | LVG | 19     | 9.º  |
| 1982    | BT49C BT49D | Ford Cosworth DFV V8 | G    | 1   | Nelson Piquet    |     | DSQ | Ret |     |     |     |     |     |     |     |     |     |     |     |     |     | 19     | 9.º  |
| 1982    | BT49C BT49D | Ford Cosworth DFV V8 | G    | 2   | Riccardo Patrese |     | Ret | 3   |     |     | 1   | Ret | 2   |     |     |     |     |     |     |     |     | 19     | 9.º  |
| Fuente: |             |                      |      |     |                  |     |     |     |     |     |     |     |     |     |     |     |     |     |     |     |     |        |      |